# 6764 Кіріллавров
6764 Кіріллавров (6764 Kirillavrov) — астероїд головного поясу, відкритий 7 жовтня 1981 року.
Тіссеранів параметр щодо Юпітера — 3,599.